# Kémba
Pour les articles homonymes, voir Kemba.
Kémba, anciennement Les Abiras, est une localité de la République centrafricaine situé dans la commune de Ngbandinga, dans la sous-préfecture de Ouango, préfecture du Mbomou.

## Histoire

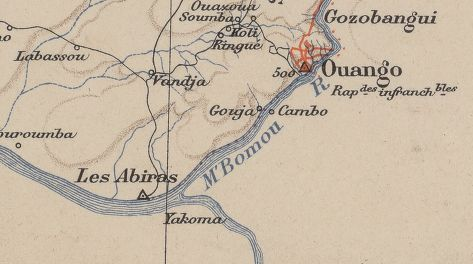
Carte de la mission Marchand (détail)

Les Abiras sont à l’origine un poste fondé par les Français, à la confluence du M’Bomou et de l’Ouellé, sur la rive gauche de l’Oubangui, au confluent du Mbomou et de la Ouélé, face au poste belge de Yakoma. 
Le poste des Abiras est fondé par Gaillard en 1891. Le gouverneur de l’Oubangui, Victor Liotard en fait son quartier général pendant les années 1891-1893. À cette époque, Léon de Poumayrac  est assassiné par les Boubous, ce qui entraîne une expédition militaire de pacification menée par le duc d'Uzès et le capitaine Julien. En 1894, Henri Bobichon est nommé administrateur des Abiras, et en 1899,  le lieutenant de milice Mahieu y est nommé.
Le poste des Abiras, comme celui de Guélorget, dépendent de Ouango sur le Mbomou.
Il sera brièvement érigé en chef-lieu du Haut-Oubangui, puis de la colonie de l’Oubangui-Chari avant son transfert à Fort-de-Possel en 1906.